# Diere

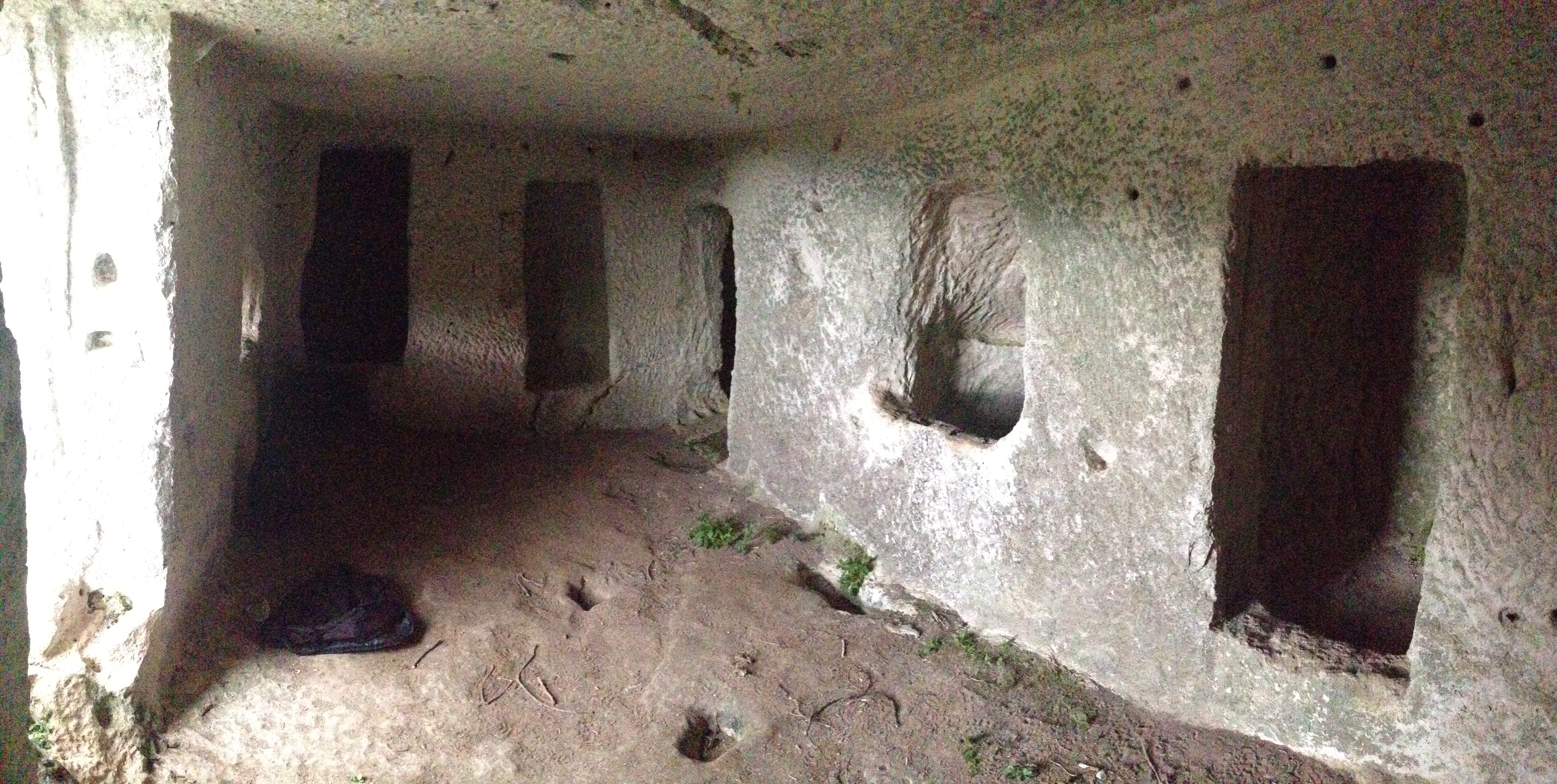
Interni del diere grande

Il diere (u dieri in siciliano, pronunciato /ʊdˈdjɛ.ɾɪ/) è una costruzione tipica del territorio siracusano, scavata nella roccia calcarea. Il termine deriva dall'arabo ديار diyār, plurale femminile di دَار dār 'casa', 'edificio', 'struttura' oppure 'terra', 'paese'.
U dieri siciliano, infatti, viene a indicare una casa rupestre abitata in epoca bizantina e islamica. Pochissimi sono gli studi condotti su queste costruzioni, ragion per cui si conosce molto poco in merito alla storia e alla funzione.
I dieri più famosi sono:
- Dieri di Baulì, nei pressi del bosco di Baulì a Noto;[1]
- Dieri di Cavagrande del Cassibile;[2]
- Dieri di Timpa dieri a Villasmundo (SR)[3][4]

## La visita di Jean Houel

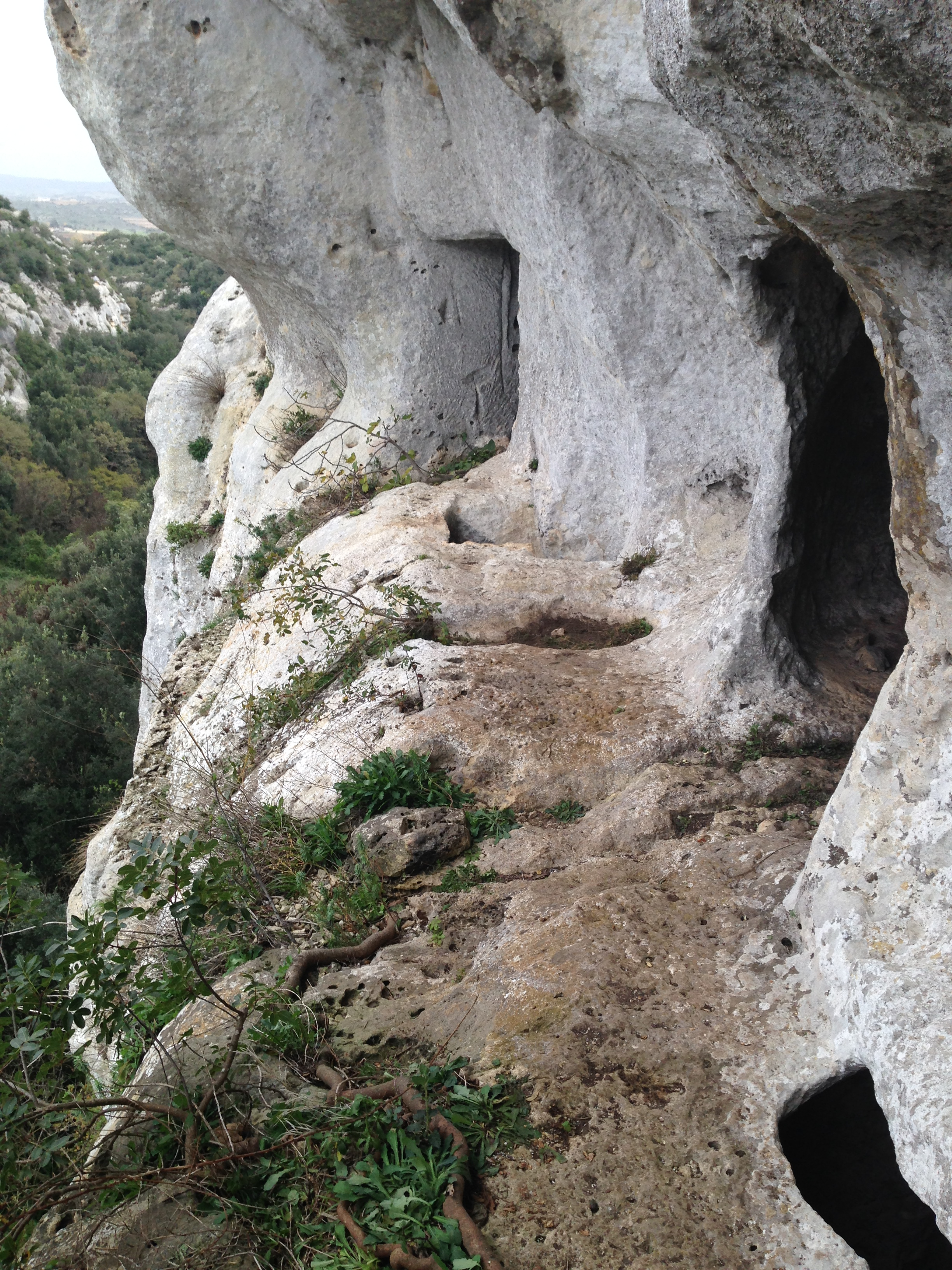
Terrazza del diere grande

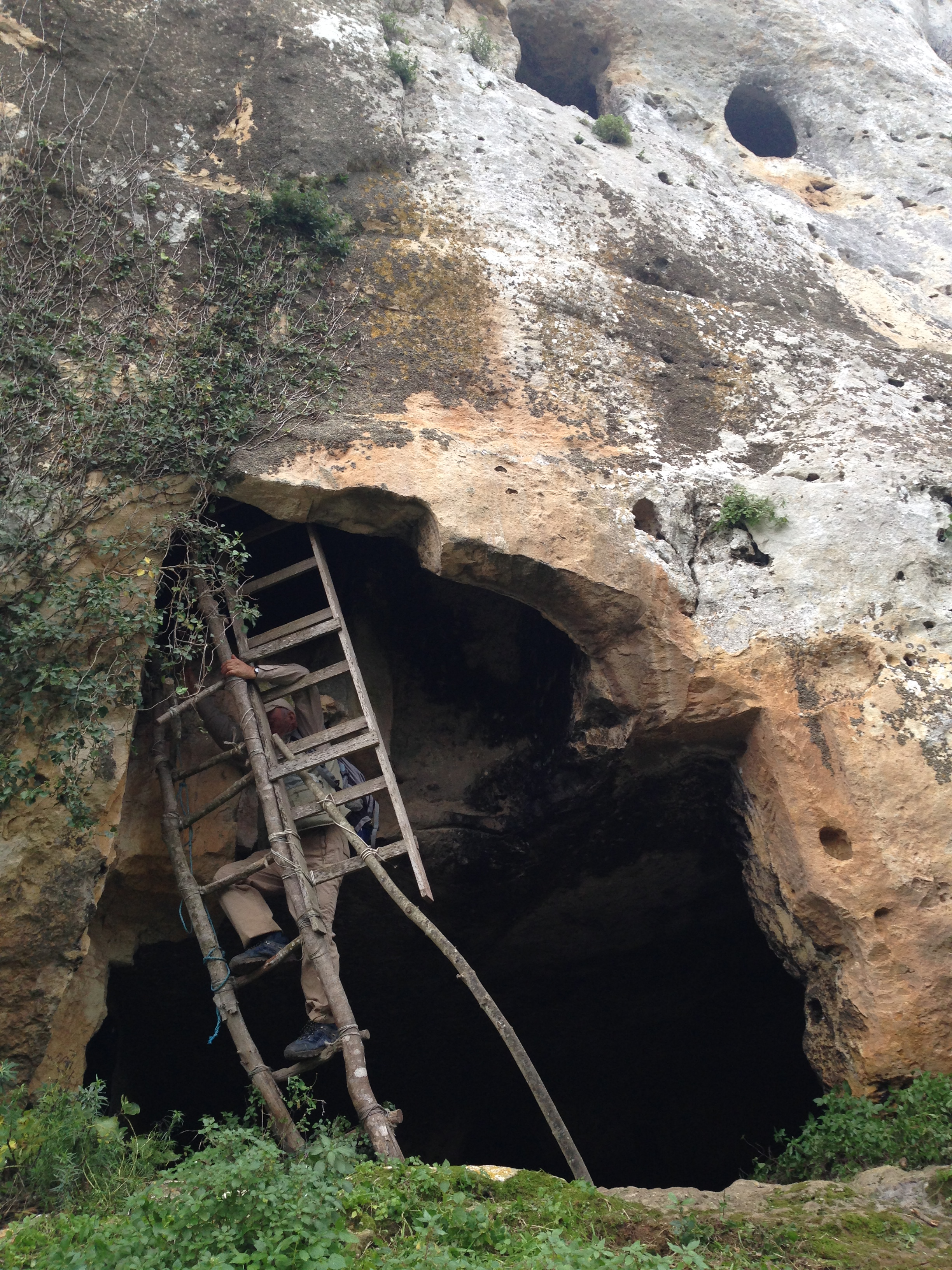
Ingresso del diere grande di Baulì

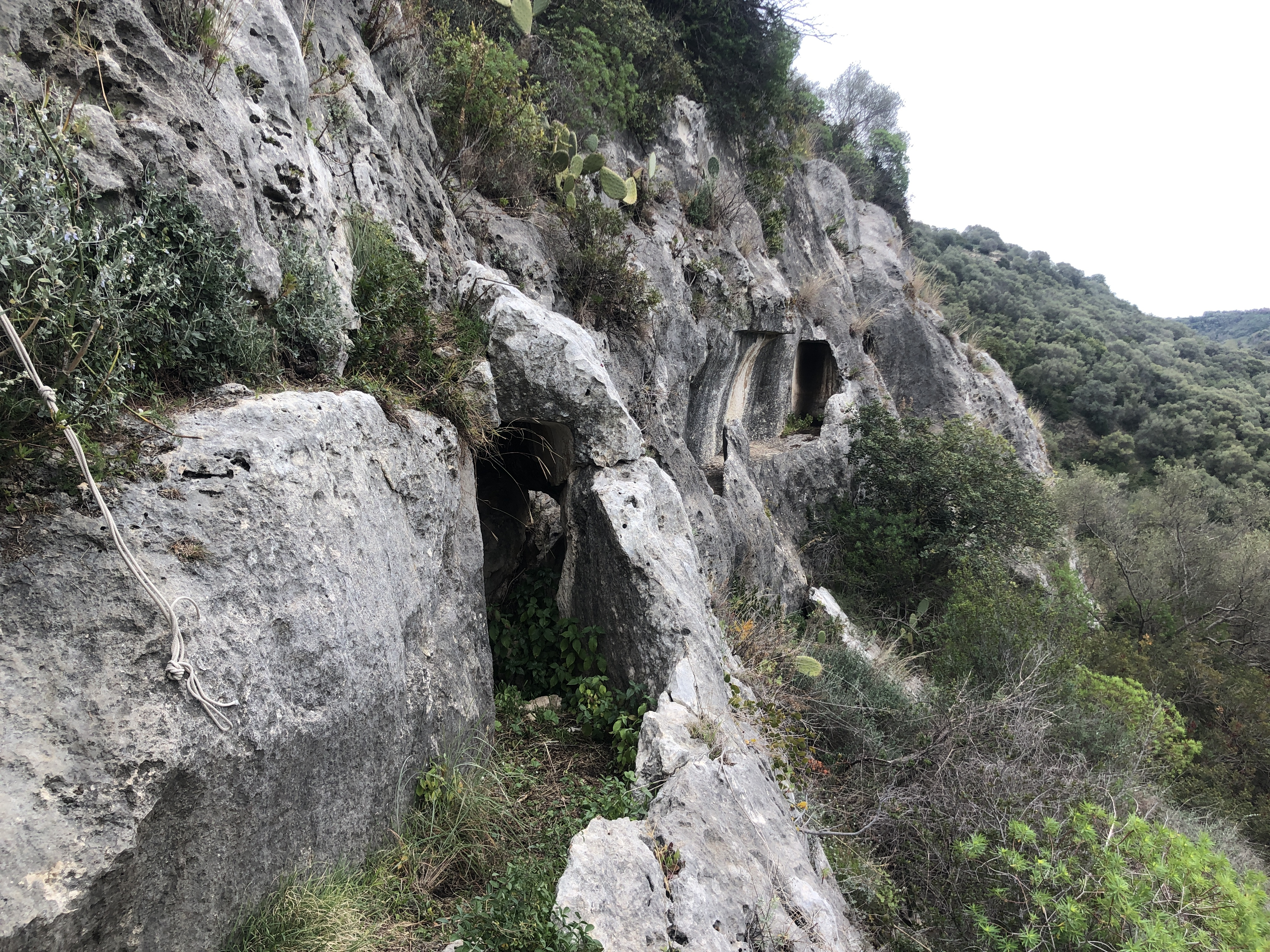
Timpa dieri

Il viaggiatore Jean Houel nel 1777 visitò il diere grande di Baulì lasciandone una dettagliata descrizione degli ambienti e del suo utilizzo:
verticalement, &. des habitations creufées dans cette roche. Ces demeures humaines furent
faites à des époques très-voiimes de celles où la Sicile a eu fes premiers habitans les hommes
ignorant toute efpèce de luxe, n'avoient encore que des ufages tels qu'on ne les peut comparer à
aucun de ceux qu'ont eus les Siciliens dans les temps dont nous avons les traditions. […]
Ces habitations font creufées dans des rochers taillés à pic par la nature, au deffus du terrain
incliné, au fond duquel roulent les ruiffeaux ou les torrens qui ont creufé cette vafie profondeur.
Celle des habitations qui m'a paru la plus digne d'être observée, confie d'abord dans une grande
falle au rez-de-chauffée, & dans une arrière-falle de murs cintrés, qui feroient croire qu'autrefois elle a été decorée. A l'entrée de la première pièce eft un efcalier, dont la première marche eu à quatre
pieds & demi au deffus du fol. Cet efcalier tournant a dix marches, & conduit à un petit pallier
étroit & carré. On monte enfuite perpendiculairement,en mettant les pieds & les mains dans des
trous carres, pratiqués les uns au deffus des autres dans le roc, & panant au travers d'une efpèce
de petit puits qui perce l’épaiffeur du plancher, l'on arrive à l'étage fupérieur ou l'on trouve
un appartement de douze pièces de plain-pied.
On communique à la plupart de ces chambres par une galerie extérieure. Cette galerie eft formée par une pâme avancée du rocher, & elle offre un point de vue agréable, d'où l'on peut
voir ce qui fe paffe dans le vallon, du moins à une grande diftance..
A l'extrémité ultérieure de cette galerie eft un petit cabinet de latrines, auffi creufé dans cette
partie avancée du rocher. On y defcend par fept à huit marches: on y voit le nége, la lunette,
une petite fenêtre, de petites niches deftinées, comme des tablettes, à recevoir tout ce qui pouvoit
être néceffaire à la propreté. Ce cabinet pouvoit être fermé par une trappe, & être ainfi abfolument
foufirait à la vue.
J'ai dit que i’efcalier du rez-de-chauffée avoli fa dernière marche a quatre pieds & demi au deffus
du fol ce n'étoit pas fans deffein: une échelle ou quelques marches de bois s'y ajoutoient &
s'enlevoient facilement, en cas que l'on fût attaqué. Un ou deux hommes alors, placés au bas de
cet efcalier, empêchoient facilement une multitude d'hommes d'y monter & s'ils étoient tués ou
forcés, les auiégeans ne pouvoient pas pénétrer dans la première chambre en panant par ce puits,
où on les eût alternent affommés les uns après les autres, tant qu'il s'en feroit préfenté. Suppôt
que l'ennemi forçât ce paffage, les affiégés pouvoient fe retirer dans un fecond étage ou l'on n'arrivoit que par un puits femblable au premier, mais d'un abord plus difficile.
On n'auroit pu rien imaginer de plus propre à f e défendre dans le nec!e le plus éclairé ces précautions rendoisnt ces roches imprenables avant l'invention de la poudre à canon.
J'ai par-tout dans ces demeures, obfervé des diftibutions commodes, telles que des armoires,
des caves, des alcoves, des corridors, des fenêtres qui n'étoient pas mal faites bien des maifons
de nos jours ne font pas mieux distribuées.
Ce qu'il y a de remarquable, c’eft qu'on agrandiffoit fon logement à mefure que la petite famine
s'augmentoit. On creufoit alors dans le rocher, au fond de la dernière chambre,une porte,
puis une autre chambre de la grandeur qu'on vouloit ou bien on creufoit le plafond, & l'on fe
pratiquoit un appartement au deffus du tien.»
Le abitazioni sono ricavate in rocce poste a picco dalla natura, al di sopra del terreno inclinato, nel fondo del quale scorrono i ruscelli o i torrenti che hanno prodotto l'ampio dirupo.
L'abitazione che mi è sembrata tra queste degna di essere osservata è costituita innanzitutto da una grande sala del pianoterra e da una sala posteriore con le mura arcuate che fanno pensare che un tempo sia stata decorata. All'entrata della prima stanza vi è una scala il cui primo gradino è a quattro piedi e mezzo al di sopra del suolo. Questa scala a chiocciola ha dieci e gradini conduce ad un piccolo pianerottolo stretto e quadrato. Si sale in seguito perpendicolarmente mettendo i piedi e le mani in buchi quadrati praticati gli uni al di sopra degli altri nella roccia e, passando attraverso una specie di pozzo piccolo che perfora lo spessore del pavimento, si arriva al piano superiore, dove si trova, allo stesso livello, un appartamento di dodici stanze. Si accede alla maggior parte di queste camere attraverso una galleria esterna, formata da una sezione sporgente di roccia che offre un punto di vista gradevole dal quale si può osservare ciò che avviene nella valle.
All'estremità della galleria si trova una piccola latrina, anch'essa scavata nella sezione avanzata di roccia. Vi si scende attraverso sette o otto gradini: si vede il sedile, l'apertura, una piccola finestra, delle piccole nicchie dal piano orizzontale destinate a ricevere tutto ciò che poteva essere necessario alla pulizia. Questo gabinetto poteva essere chiuso con una botola ed essere così completamente sottratto alla vista.
Non si sarebbe potuto immaginare nulla di più adatto a difendersi nel secolo più illuminato: tali precauzioni rendevano queste rocce impenetrabili prima dell'invenzione della polvere da sparo. Ho osservato dappertutto, in queste dimore, le distribuzioni confortevoli degli armadi, delle cantine, delle alcove, dei corridori, delle finestre. Molte case nostri giorni non sono tagliate in modo migliore. Sorprende notare che ciascuna casa veniva ingrandita man mano che la famiglia aumentava. Si scavava allora nella roccia, in fondo l'ultima camera, una porta è un'altra camera della grandezza che si voleva, ancor meglio, si scavava il soffitto appartamento di sopra del proprio.»
(Jean Houël, Voyage pittoresque des isles de Sicile, de Malte et de Lipari. (1782-1787))